# Echeklos (Trojanin)
Echeklos (Ἔχεκλος) - jednokrotnie wymieniony w Iliadzie Trojanin [Hom. Il. XVI, 692]. Został zabity przez Patroklosa. Homer pisze o nim:

Z kogoś ty najpierw, a z kogo zerwałeś zbroję na końcu,
dzielny Patroklu, gdy ciebie bogowie na śmierć przyzywali?
Najpierw polegli: Adrastos, Echeklos i Autonoos,
potem Perimos Megades, Epistor i Melanippos;
Przeł. Kazimiera Jeżewska

Istnieje w Iliadzie także inna postać o tym imieniu, Echeklos syn Agenora.